# 宮坂祐介
宮坂 祐介（みやさか ゆうすけ ）は、日本の国土交通官僚・外交官。内閣官房内閣審議官、内閣府政策統括官等を経て、バルバドス駐箚特命全権大使。

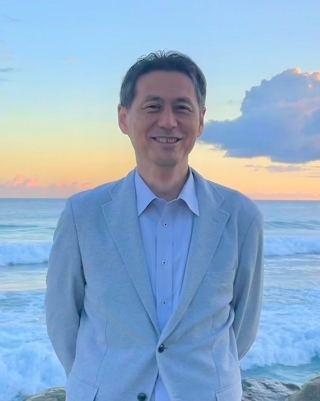
外務省より公表された公式肖像画像

## 来歴・人物
長野県出身。1986年長野県屋代高等学校卒業。1990年東北大学法学部卒業、建設省入省。
建設省建設経済局建設振興課課長補佐、国土交通省土地・建設産業局不動産市場整備課不動産投資市場整備室長等を経て、2014年内閣府参事官（防災計画担当）（政策統括官（防災担当）付）、内閣官房内閣参事官（内閣官房副長官補付）、内閣官房国土強靭化推進室参事官。2015年国土交通省大臣官房付。2016年国土交通省土地・建設産業局国際課長。2019年国土交通省都市局総務課長。
国土交通省総合政策局海外プロジェクト推進課長を経て、2020年退官、首都高速道路経営企画部長。2022年国土交通省大臣官房付、内閣府大臣官房審議官（重要土地担当）兼内閣府大臣官房重要土地等調査法施行準備室次長、内閣官房内閣審議官（内閣官房副長官補付）。同年内閣府大臣官房審議官（重要土地担当）兼内閣官房内閣審議官（国家安全保障局）。2023年内閣府政策統括官（重要土地担当）。2024年国土交通省大臣官房付、即日辞職。
2024年11月21日付、バルバドス駐箚特命全権大使。2025年4月1日付、兼アンティグア・バーブーダ兼セントクリストファー・ネイビス兼ドミニカ国駐箚特命全権大使。